# 底抜けコンビ

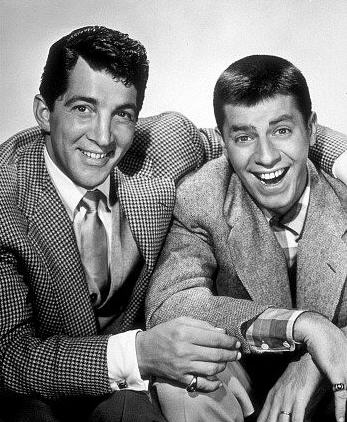
ディーン・マーティン（左）とジェリー・ルイス（右）、1950年頃

底抜けコンビ（Martin and Lewis）は、アメリカ合衆国のコメディ・チームである。歌手のディーン・マーティン（ツッコミ）とコメディアンのジェリー・ルイス（ボケ）の二人組で構成される。映画「底抜けシリーズ」で知られる。

## 概要
ふたりは1944年に初めて出会った。コンビとしてのデビューは、1946年7月24日、アトランティックシティの「ファイブ・ハンドレッド・クラブ」である。
ナイトクラブやラジオ（1949年以降）、テレビや映画にコンビで出演した。英語表記で、特定のコンビ名は存在せず、フルネームの「Dean Martin and Jerry Lewis」あるいは「Martin and  Lewis」と称された。ふたりの際立った個性のアイデンティティは、後年、ソロ活動へ転ずる上でも有効に作用し、それぞれを成功に導いている。1956年にコンビを解消。
ふたりは映画デビュー以来17本の映画に出演、ビング・クロスビーが主演の『バリ島珍道中』（監督ハル・ウォーカー、1952年）1本を除いて、すべてが主演であった。そのうち13本が日本でも公開された。日本で考案された「底抜け」の呼称はすっかり定着し、のちにジェリー・ルイスの単独主演作品にも、ひきつづきこの呼称が冠された。映画「底抜けシリーズ」のメイン・ディレクターは、ハル・ウォーカー、ノーマン・タウログ、フランク・タシュリンであったが、1960年にルイスが映画監督デビューしてからも、この作家たちは引き継がれた。

## フィルモグラフィ
- My Friend Irma　1949年　監督ジョージ・マーシャル　※映画デビュー
- My Friend Irma Goes West　1950年　監督ハル・ウォーカー
- 底抜け右向け!左 At War with the Army　1950年　監督ハル・ウォーカー
- That's My Boy　1951年　監督ハル・ウォーカー、共演ルース・ハッシー、ポリー・バーゲン
- 底抜け艦隊 Sailor Beware　1951年　監督ハル・ウォーカー、共演ジェームズ・ディーン
- バリ島珍道中 Road to Bali　1952年　監督ハル・ウォーカー、主演ビング・クロスビー、ボブ・ホープ、ハンフリー・ボガート、ドロシー・ラムーア
- 底抜け落下傘部隊 Jumping Jacks　1952年　監督ノーマン・タウログ
- The Stooge　1952年　監督ノーマン・タウログ、共演ポリー・バーゲン
- 底抜けやぶれかぶれ The Caddy　1953年　監督ノーマン・タウログ、脚本ジェリー・ルイス
- 底抜けふんだりけったり Money from Home　1953年　監督ジョージ・マーシャル
- 底抜けびっくり仰天 Scared Stiff　1953年　監督ジョージ・マーシャル、共演ドロシー・マローン
- 底抜けニューヨークの休日 Living It Up　1954年　監督ノーマン・タウログ、共演ジャネット・リー
- 底抜け最大のショウ 3 Ring Circus　1954年　監督ジョセフ・ペヴニー、共演ザ・ザ・ガボール
- 画家とモデル Artists and Models　1955年　監督フランク・タシュリン、共演ドロシー・マローン、シャーリー・マクレーン、アニタ・エクバーグ
- お若いデス You're Never Too Young　1955年　監督ノーマン・タウログ
- 底抜け西部へ行く Pardners　1956年　監督ノーマン・タウログ、共演ロリ・ネルソン、クリント・イーストウッド、リー・ヴァン・クリーフ
- 底抜けコンビのるかそるか Hollywood or Bust　1956年　監督フランク・タシュリン、共演アニタ・エクバーグ　※コンビ最終作

## 模倣
『ベラ・ルゴシのジャングル騒動』では、ナイトクラブ・コメディアンのデューク・ミッチェルとサミー・ペトリロが底抜けコンビを思わせる役で出演している。この作品はミッチェルとペトリロが出演する一連の映画における最初の作品となるはずだったが、結局彼らの唯一世に出た作品となっている。ちなみに、ペトリロはルイスの物真似でキャリアを得たが、この映画を聞きつけたルイスがあまりに自分を模倣していることを批判、訴訟も起こした。